# PAC 750XL
Le PAC 750XL est un monoplan monomoteur turbopropulsé utilitaire dérivé du PAC Cresco.

## Conçu pour les parachutistes

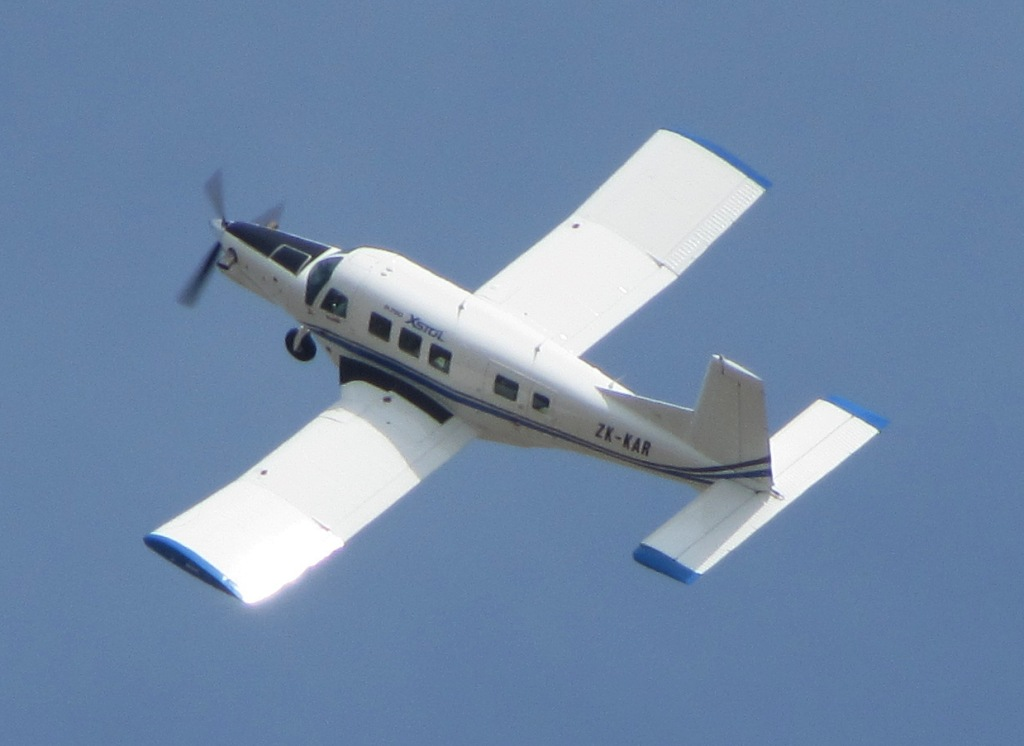
Un PAC 750XL en vol en 2012.

Partant du constat que les ventes du PAC Cresco stagnaient mais que cet avion intéressait fortement les clubs de parachutisme pour sa vitesse ascensionnelle élevée, Pacific Aerospace a développé un nouvel appareil spécifiquement conçu à l’origine au parachutisme sportif. L’avion conserve les lignes générales du PAC Cresco et son train d’atterrissage reste fixe hérité du Fletcher FU-24 Utility, mais le fuselage est redessiné, avec une double porte latérale. C'est donc un appareil très polyvalent, les principales configurations possibles étant les suivantes :
- Transport léger pour 6 à 9 passagers
- Cargo léger
- Parachutisme (1 pilote et 17 parachutistes)
- Sanitaire (2 civières et 3 passagers assis)
- Travail agricole (trémie de 3 000 litres)
- Surveillance aérienne…

## Historique

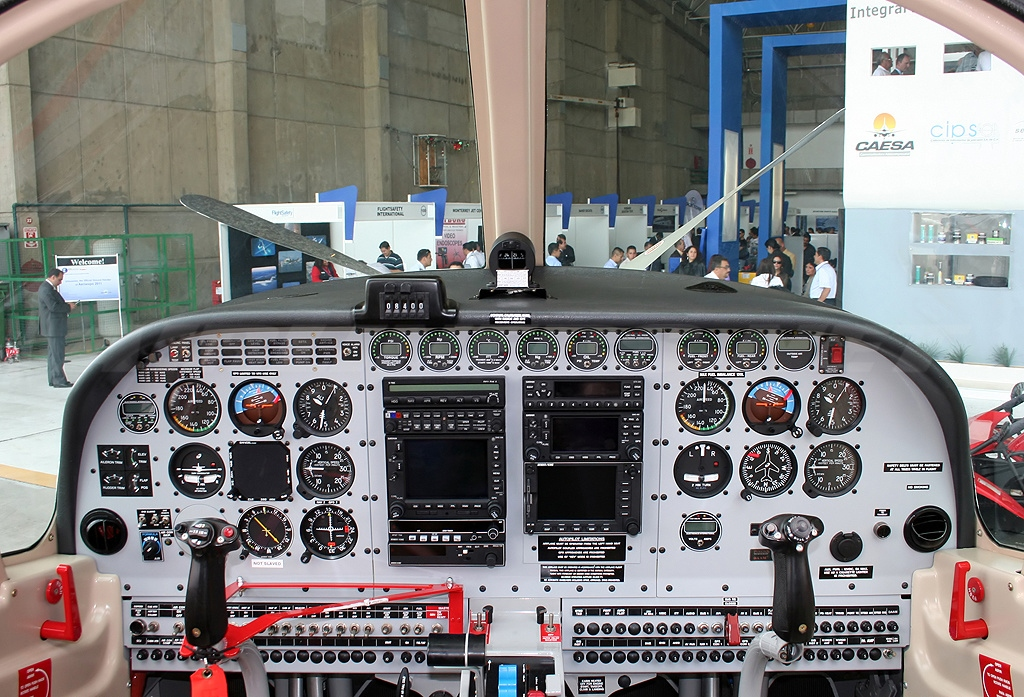
Tableau bord d'un PAC 750XL en 2011.

Le prototype [ZK-XLA c/n 101] du PAC 750XL a effectué son premier vol en juillet 2001. L’empennage horizontal fut légèrement modifié sur le modèle de série dont le premier exemplaire sortit en aout 2003. Destiné à présentation en Amérique du Nord, le troisième exemplaire tomba en mer alors qu’il approchait d’Hawaï en décembre 2003 et coula alors que les Garde-Côtes arrivaient sur zone. Il semble que le pilote, disparu avec son appareil, ait été assommé en heurtant la mer. 
Malgré cet incident navrant le PAC 750XL a obtenu une certification FAA complète en 2004, année durant laquelle un exemplaire fut présenté à Genève, un autre participant en juillet au SBAC de Farnborough. Capable de monter à 3700 m et de revenir se poser en 15 minutes, beaucoup plus économique que le de Havilland Canada DHC-6 Twin Otter, le PAC 750XL se présente donc comme un remplaçant intéressant tant pour les clubs de parachutisme que pour les militaires. Aux termes d’un accord signé entre Pacific Aerospace et la firme canadienne Mecachrome, 12 PAC 750XL ont été livrés en kit à Montréal, Canada, en 2005 et 24 en 2006, 36 autres devant être livrés en 2007. Les Forces armées canadiennes ayant envisagé durant cette période en effet le remplacement de leurs de Havilland Canada DHC-6 Twin Otter par des PAC 750XL, ce qui n'a finalement pas eu lieu.
18 exemplaires avaient été livrés à la mi-2005, dont 4 aux États-Unis. Un appareil a été modifié en Nouvelle-Zélande pour la détection géo-magnétique et deux autres comme avions de travail agricole.
Au 3 octobre 2016, Pacific Aerospace a livré 108 de ces avions et 12 sont en commande. Elle a formé avec Beijing Automotive la coentreprise Beijing Pan-Pacific Aerospace Technology et ouvre une usine pour fabriqué cet avion à Changzhou en 2017.

## Drone chinois AT200
Une version dronisé, nommé AT200, est développée avec l'académie chinoise des sciences et la société de livraison SF Express. Il s'agit plus grand drone cargo du monde en 2017 avec une « soute » de 10 m3 et une capacité d’emport de 1 500 kg. Son premier vol de 26 minutes est réalisé le 26 octobre 2017, dans la région de l’aéroport Neifu du Xian de Pucheng (Shaanxi) (province du Shaanxi).

## Opérateurs
- Papua New Guinea Defence Force :  Contrat pour 4 avions commandé en 2016.
- Air Libre Parachutisme : La Drop Zone de parachutisme de Dieppe opère 1 avion depuis la saison 2023.